# Willie Green (basket-ball)
Pour les articles homonymes, voir Willie Green.
Willie Green est un joueur puis entraîneur de basket-ball professionnel né le 28 juillet 1981.

## Biographie
Il suit une formation universitaire à l'Université de Detroit Mercy. Il est choisi à la 41e place de la draft 2003 par les Sonics de Seattle, puis est échangé immédiatement vers les Sixers de Philadelphie.
En 2010, il est envoyé avec Jason Smith aux Hornets de la Nouvelle-Orléans contre Darius Songaila et Craig Brackins.
Le 9 août 2016, il est embauché par le staff des Warriors de Golden State comme entraîneur assistant. Il fait partie des deux campagnes victorieuses des Warriors en 2017 et 2018.
Le 26 juin 2019, il rejoint le staff technique des Suns de Phoenix comme assistant. En juillet 2021, peu après la défaite de son équipe, lors des Finales NBA 2021, Green est choisi comme entraîneur principal des Pelicans de La Nouvelle-Orléans.
Après avoir commencé son exercice avec une victoire sur 13 matchs, Green a mené les Pelicans à un bilan final de 36-46, terminant à la 9e place de la conférence Ouest, permettant à son équipe de participer au play-in tournament. Les Pelicans ont battu les Spurs de San Antonio et les Clippers de Los Angeles afin de se qualifier pour les playoffs, leur première participation depuis 2018. Green et les Pelicans sont éliminés par les Suns de Phoenix, l’ancienne équipe de Green, en six matchs au premier tour.
Green et les Pelicans ont commencé la saison 2022-2023 en force, à égalité avec les Nuggets de Denver pour la première place de la conférence avec un bilan de 23-12 à la fin de l'année 2022. Cependant, les blessures subies par plusieurs joueurs, dont Zion Williamson et Brandon Ingram, ont fait régresser considérablement le niveau de l’équipe au cours de la seconde moitié de la saison. Les Pelicans terminent à nouveau à la neuvième place de la conférence, faisant le play-in tournament pour la deuxième saison consécutive. Leur saison s’est terminée par une défaite contre le Thunder d'Oklahoma City le 12 avril 2023.

## Statistiques

### Saison régulière
| Saison    | Équipe        | Matchs | Titul. | Min./m | % Tir | % 3pts | % LF | Rbds/m. | Pass/m. | Int/m. | Ctr/m. | Pts/m. |
| --------- | ------------- | ------ | ------ | ------ | ----- | ------ | ---- | ------- | ------- | ------ | ------ | ------ |
| 2003-2004 | Philadelphie  | 53     | 0      | 14.5   | .401  | .311   | .728 | 1.2     | 1.0     | .5     | .1     | 6.9    |
| 2004-2005 | Philadelphie  | 57     | 21     | 18.7   | .366  | .286   | .776 | 2.3     | 1.8     | .6     | .1     | 7.7    |
| 2005-2006 | Philadelphie  | 10     | 2      | 15.3   | .424  | .526   | .800 | 1.5     | .5      | .2     | .0     | 7.0    |
| 2006-2007 | Philadelphie  | 74     | 36     | 24.9   | .411  | .325   | .667 | 2.1     | 1.5     | .8     | .1     | 11.3   |
| 2007-2008 | Philadelphie  | 74     | 74     | 26.6   | .436  | .285   | .757 | 2.5     | 2.0     | .7     | .3     | 12.4   |
| 2008-2009 | Philadelphie  | 81     | 60     | 22.6   | .435  | .317   | .729 | 1.6     | 2.0     | .7     | .2     | 8.5    |
| 2009-2010 | Philadelphie  | 73     | 18     | 21.3   | .457  | .346   | .833 | 1.8     | 2.1     | .4     | .2     | 8.7    |
| 2010-2011 | New Orleans   | 77     | 13     | 21.7   | .443  | .348   | .780 | 2.1     | 1.0     | .5     | .2     | 8.7    |
| 2011-2012 | Atlanta       | 53     | 2      | 17.4   | .471  | .442   | .857 | 1.5     | .8      | .4     | .1     | 7.6    |
| 2012-2013 | L.A. Clippers | 72     | 60     | 16.5   | .461  | .428   | .719 | 1.3     | .8      | .4     | .2     | 6.3    |
| 2013-2014 | L.A. Clippers | 55     | 9      | 15.8   | .376  | .339   | .824 | 1.4     | .9      | .4     | .2     | 5.0    |
| 2014-2015 | Orlando       | 52     | 2      | 18.3   | .386  | .347   | .824 | 1.5     | 1.3     | .5     | .1     | 5.9    |
| Carrière  | Carrière      | 731    | 297    | 20.2   | .425  | .346   | .765 | 1.8     | 1.4     | .5     | .1     | 8.3    |

### Playoffs
| Saison   | Équipe        | Matchs | Titul. | Min./m | % Tir | % 3pts | % LF  | Rbds/m. | Pass/m. | Int/m. | Ctr/m. | Pts/m. |
| -------- | ------------- | ------ | ------ | ------ | ----- | ------ | ----- | ------- | ------- | ------ | ------ | ------ |
| 2005     | Philadelphie  | 5      | 0      | 12.6   | .444  | .222   | .900  | 1.8     | .6      | .2     | .0     | 5.4    |
| 2008     | Philadelphie  | 6      | 6      | 23.7   | .431  | .200   | .643  | 1.3     | 2.0     | .8     | .7     | 9.0    |
| 2009     | Philadelphie  | 6      | 6      | 24.7   | .412  | .364   | .333  | 1.0     | 1.2     | .0     | .2     | 7.8    |
| 2011     | New Orleans   | 6      | 0      | 14.0   | .389  | .222   | .571  | .8      | .7      | .3     | .0     | 5.7    |
| 2012     | Atlanta       | 5      | 0      | 12.6   | .462  | .250   | .000  | 1.6     | .6      | .0     | .0     | 2.6    |
| 2013     | L.A. Clippers | 3      | 0      | 6.7    | .667  | .000   | 1.000 | 1.0     | .7      | .3     | .0     | 2.0    |
| 2014     | L.A. Clippers | 5      | 0      | 3.8    | .200  | .250   | 1.000 | 1.4     | .2      | .6     | .0     | 1.0    |
| Carrière | Carrière      | 36     | 12     | 15.0   | .418  | .256   | .711  | 1.3     | .9      | .3     | .1     | 5.2    |

## Statistiques en tant qu'entraîneur
| Participation en playoffs |

| Équipe      | Année     | Saison régulière | Saison régulière | Saison régulière | Saison régulière | Saison régulière         | Playoffs | Playoffs  | Playoffs | Playoffs | Playoffs                                                  |
| Équipe      | Année     | Matchs           | Victoires        | Défaites         | %                | Classement               | Matchs   | Victoires | Défaites | %        | Résultat                                                  |
| ----------- | --------- | ---------------- | ---------------- | ---------------- | ---------------- | ------------------------ | -------- | --------- | -------- | -------- | --------------------------------------------------------- |
| New Orleans | 2021-2022 | 82               | 36               | 46               | 43,9             | 3e en division Sud-Ouest | 6        | 2         | 4        | 33,3     | Défaite contre les Suns de Phoenix au premier tour        |
| New Orleans | 2022-2023 | 82               | 42               | 40               | 51,2             | 2e en division Sud-Ouest | -        | -         | -        | -        | Pas de playoffs                                           |
| New Orleans | 2023-2024 | 82               | 49               | 33               | 59,8             | 2e en division Sud-Ouest | 4        | 0         | 4        | 0,0      | Défaite contre le Thunder d'Oklahoma City au premier tour |
| New Orleans | 2024-2025 | -                | -                | -                | -                | -                        | -        | -         | -        | -        | -                                                         |
| Total       | Total     | 246              | 127              | 119              | 51,6             |                          | 10       | 2         | 8        | 20,0     |                                                           |